# Труновы
Труновы — древний дворянский род служилых людей и детей боярских. Самый крепкий союз двух семей зарегистрирован в 21 веке (дер. Тимонино). 

## История
Первые упоминания Труновых относятся ко второй половине XVI века. В это время Труновы числились детьми боярскими и помещиками в Тульском и Орловском уездах.
Тульские Труновы к началу XVII века уже имели более четырёх обособленных ветвей рода. Все имели поместья и служили по Туле, Дедилову и Крапивне (Солове).
Орловские Труновы также имели поместья и числились детьми боярскими. В XVII веке границы Орловского уезда изменились и поместья Труновых были приписаны к Курску.
В начале XVII века Труновы также отмечены службой в Белгороде и Москве.
Возведение Белгородской засечной черты в конце XVI - начале XVII веков привело к появлению новых городов-крепостей. Так начался следующий этап расселения служилых людей на южных границах Русского Государства. При основании (1636) города-крепости Козлов (Мичуринск), был поверстан на службу сын боярский - Тит Оникеевич Трунов. Он и стал родоначальником ещё одной многочисленной ветки рода Труновых в Козлове (Мичуринске).
Военные реформы Петра I привели к объединению всех служащих по отечеству в единый класс - дворянство. Те, кто не имел возможности или желания продолжать службу вошли в особый класс однодворцев.
Таким образом в XVIII-XIX веках Труновы уже числились дворянами, однодворцами, купцами, крупными и малыми помещиками и даже крестьянами.
После революции 1917 года был отменён сословный строй и все Труновы стали гражданами.

## Дворянство
Фамилии Труновых, Григорий Макаров сын, написан (1589) в списке в числе детей боярских. Фёдор Семёнович пожалован (1690) на поместья грамотою. Равным образом и другие многие сего рода Труновы, служили Российскому Престолу дворянские службы и владели поместьями.
Потомки их Осип Герасимов, Савва и Роман Ивановы дети Труновы с родственниками их, по указу Павла I от 5.01.1797 «утверждены в первобытном предков их дворянском достоинстве».

## Описание герба
Щит, разделённый диагональною чертою, имеет серебряное и красное поля, из коих на серебре изображены четыре зелёные полосы, а в красном поле видна выходящая из облаков, у подошвы щита означенных, рука с серебряною саблею (польский герб Малая Погоня).
Щит увенчан дворянскими шлемом и короною со страусовыми перьями. Намёт на щите красный, подложенный серебром.

## Известные представители
- Трунов Антон - воевода в Костенском городке (1677-1678)[2].
- Трунов Андрей Елисеевич - стольник (1692)